# Viktoriabron, Göteborg

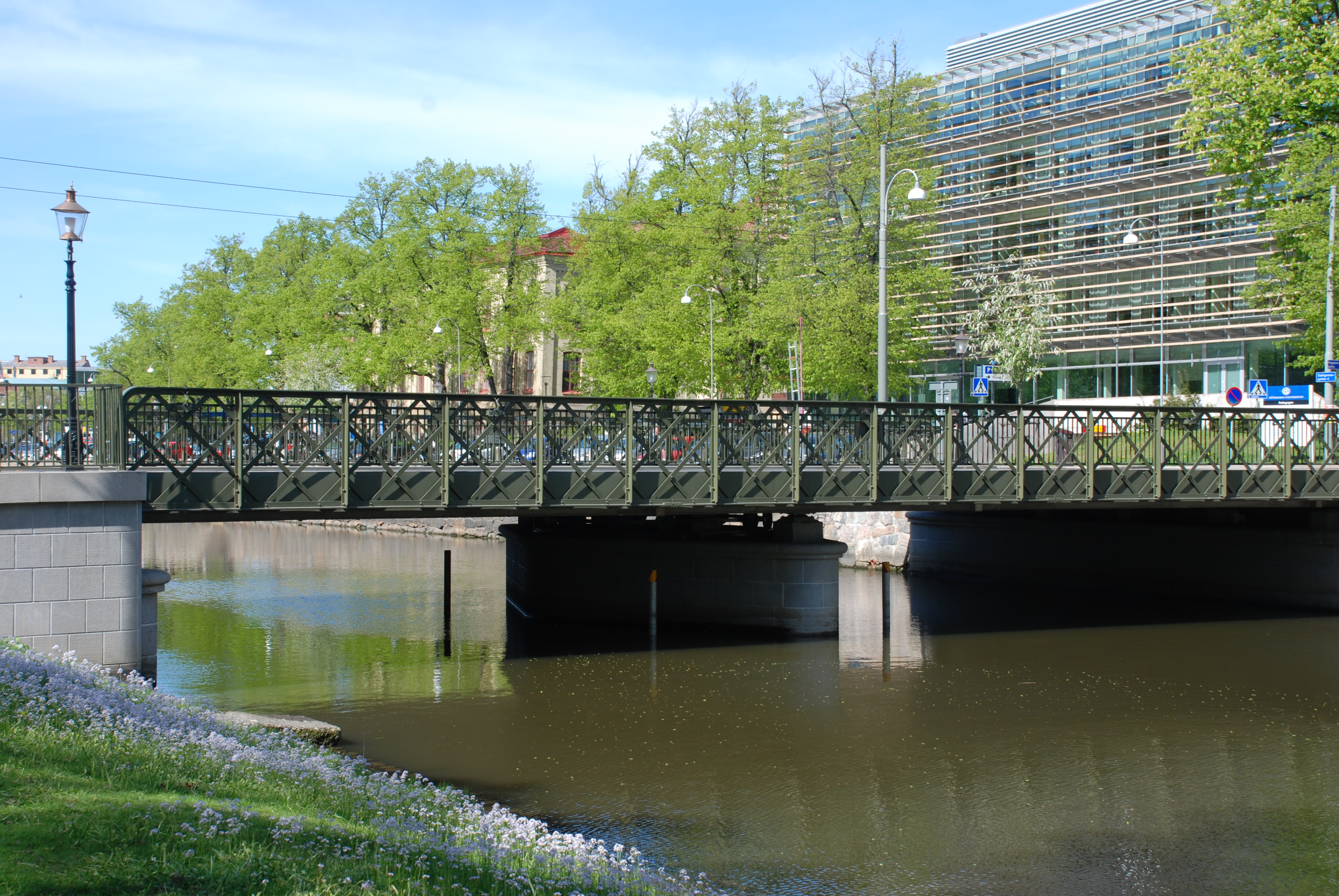
Viktoriabron går över Vallgraven vid Pedagogen.

Viktoriabron är en bro över Vallgraven i Göteborg, vilken förbinder Viktoriagatan med Sahlgrensgatan.
Bron existerade inte då den fick sitt namn år 1883, som en hyllning till kronprinsessan Victoria. Bron, som stod klar år 1885, med endast fem meters bredd var svängbar för att göra det möjligt att passera med båtar i Vallgraven på väg till Grönsakstorget och Kungstorget.
1938 byggdes bron om till en fast balkbro med drygt tio meters bredd och en segelfri höjd av 1,90 meter. Därmed kunde såväl bilar som spårvagnar trafikera bron. Brons namn ändrades i samband med detta stavning från Victoriabron till Viktoriabron.
Genom åren förstärktes bron flera gånger. 1990 fick den nya spårinfästningar och ett nytt trädäck. Till slut ersattes den med en ny under åren 2008-2009. Den nya bron har stilistiskt utformats som den ursprungliga.